# Dallas (Wisconsin)
Dallas è un comune degli Stati Uniti, situato in Wisconsin, nella Contea di Barron.